# Себастьян Польтер
Себастьян Польтер (нім. Sebastian Polter, нар. 1 квітня 1991, Вільгельмсгафен) — німецький футболіст, нападник клубу «Айнтрахт» (Брауншвейг).

## Клубна кар'єра
Народився 1 квітня 1991 року в місті Вільгельмсгафен. Вихованець юнацьких команд футбольних клубів «Гайдмюлер», «Вільгельмсгафен», «Вердер», «Айнтрахт» (Брауншвейг) та «Вольфсбург». У 2008 році для отримання ігрової практики гравець почав виступати за дублюючий склад останнього у Регіоналлізі.
3 грудня 2011 року Польтер вперше потрапив до заявки першої команди на гру Бундесліги, але не був використаний. 10 грудня 2011 року він дебютував у Бундеслізі під час гри проти «Вердера» (1:4), вийшовши на заміну після перерви. Загалом він провів дванадцять матчів у свій дебютний рік за основну команду. Після цього на сезон 2012/13 він перейшов в оренду до «Нюрнберга» на рік, щоб отримати регулярну ігрову практику в Бундеслізі.
В липні 2013 року Польтер перейшов до клубу «Майнц 05», але за наступний сезон зіграв там лише у 15 матчах в усіх турнірах і не забив жодного голу, тому наприкінці серпня 2014 року він був орендований клубом Другої Бундесліги «Уніон» (Берлін) на сезон, за який забив 14 голів у 29 матчах.
Влітку 2015 року Польтер підписав контракт з англійським клубом «Квінз Парк Рейнджерс». 8 серпня в матчі проти «Чарльтон Атлетік» він дебютував у Чемпіоншипі. 28 грудня в поєдинку проти «Гаддерсфілд Таун» Себастьян забив свій перший гол за КПР. Загалом за півтора роки німець забив десять голів у 51 грі другого дивізіону англійського чемпіонату, після чого на початку 2017 року повернувся до «Уніона» (Берлін). 2019 року він допоміг клубу вийти в Бундеслігу, але у вищому дивізіоні програв конкуренцію Себастьяна Андерссона. Всього Польтер провів тринадцять матчів у Бундеслізі (забивши два голи та віддавши дві результативні передачі), перш ніж його виключили з заявки. Президент «Уніона» Дірк Зінглер оголосив, що Поьлтер не буде грати за клуб до закінчення його контракту, оскільки він був єдиним членом клубу, який не відмовився від скорочення зарплати, коли клуб переживав фінансові труднощі через наслідки пандемії. Тому клуб не продовжив його контракт, який закінчувався влітку 2020 року, і Польтеру дозволили лише брати участь у тренуваннях команди.
17 серпня 2020 року Полтер підписав дворічний контракт з голландським клубом «Фортуна» (Сіттард). За сезон німець зіграв в 34 з 36 ігор цього сезону, пропустивши лише дві через дискваліфікацію, після чого повернувся на батьківщину і став гравцем «Бохума». За винятком першої гри сезону, він взяв участь у кожній грі Бундесліги в сезоні 2021/22 і забив десять голів.
20 червня 2022 року Польтер підписав трирічний контракт із «Шальке 04», який вийшов у Бундеслігу. Станом на 10 січня 2023 року відіграв за клуб з Гельзенкірхена 14 матчів в національному чемпіонаті.

## Виступи за збірні
2008 року дебютував у складі юнацької збірної Німеччини (U-18), загалом на юнацькому рівні взяв участь у 6 іграх, відзначившись 3 забитими голами. У лютому 2012 року провів один матч у збірній U20 у товариському матчі проти Італії (3:4), у якому забив два голи.
Протягом 2012—2013 років залучався до складу молодіжної збірної Німеччини, з якою був учасником молодіжного чемпіонату Європи 2013 року в Ізраїлі. На турнірі Польтер зіграв у двох матчах, але німці не вийшли з групи. Всього на молодіжному рівні зіграв у 10 офіційних матчах, забив 4 голи.

## Статистика виступів

### Статистика клубних виступів
| Сезон                            | Команда                          | Чемпіонат                        | Чемпіонат | Чемпіонат | Національний кубок | Національний кубок | Національний кубок | Континентальні кубки | Континентальні кубки | Континентальні кубки | Інші змагання | Інші змагання | Інші змагання | Усього | Усього | Усього |
| Сезон                            | Команда                          | Ліга                             | Ігор      | Голів     | Ліга               | Ігор               | Голів              | Ліга                 | Ігор                 | Голів                | Ліга          | Ігор          | Голів         | Ігор   | Голів  |        |
| -------------------------------- | -------------------------------- | -------------------------------- | --------- | --------- | ------------------ | ------------------ | ------------------ | -------------------- | -------------------- | -------------------- | ------------- | ------------- | ------------- | ------ | ------ | ------ |
| 2008–09                          | «Вольфсбург II»                  | РЛ                               | 10        | 0         | -                  | -                  | -                  | -                    | -                    | -                    | -             | -             | -             | 10     | 0      |        |
| 2009–10                          | «Вольфсбург II»                  | РЛ                               | 15        | 3         | -                  | -                  | -                  | -                    | -                    | -                    | -             | -             | -             | 15     | 3      |        |
| 2010–11                          | «Вольфсбург II»                  | РЛ                               | 25        | 11        | -                  | -                  | -                  | -                    | -                    | -                    | -             | -             | -             | 25     | 11     |        |
| 2011–12                          | «Вольфсбург II»                  | РЛ                               | 18        | 5         | -                  | -                  | -                  | -                    | -                    | -                    | -             | -             | -             | 18     | 5      |        |
| Усього за «Вольфсбург II»        | Усього за «Вольфсбург II»        | Усього за «Вольфсбург II»        | 68        | 19        |                    | -                  | -                  |                      | -                    | -                    |               | -             | -             | 68     | 19     |        |
| 2011–12                          | «Вольфсбург»                     | БЛ                               | 12        | 2         | КН                 | 0                  | 0                  | -                    | -                    | -                    | -             | -             | -             | 12     | 2      |        |
| 2012–13                          | «Нюрнберг II»                    | РЛ                               | 2         | 1         | -                  | -                  | -                  | -                    | -                    | -                    | -             | -             | -             | 2      | 1      |        |
| 2012–13                          | «Нюрнберг»                       | БЛ                               | 26        | 5         | КН                 | 1                  | 0                  | -                    | -                    | -                    | -             | -             | -             | 27     | 5      |        |
| 2013–14                          | «Майнц 05 II»                    | РЛ                               | 7         | 3         | -                  | -                  | -                  | -                    | -                    | -                    | -             | -             | -             | 7      | 3      |        |
| 2013–14                          | «Майнц 05»                       | БЛ                               | 13        | 0         | КН                 | 2                  | 0                  | -                    | -                    | -                    | -             | -             | -             | 15     | 0      |        |
| 2014–15                          | «Уніон» (Берлін)                 | 2БЛ                              | 29        | 14        | КН                 | 0                  | 0                  | -                    | -                    | -                    | -             | -             | -             | 29     | 14     |        |
| 2015–16                          | «Квінз Парк Рейнджерс»           | ЧФЛ                              | 31        | 6         | КА+КЛ              | 0+2                | 1                  | -                    | -                    | -                    | -             | -             | -             | 33     | 7      |        |
| 2016-січ. 2017                   | «Квінз Парк Рейнджерс»           | ЧФЛ                              | 20        | 4         | КА+КЛ              | 0+3                | 0                  | -                    | -                    | -                    | -             | -             | -             | 23     | 4      |        |
| Усього за «Квінз Парк Рейнджерс» | Усього за «Квінз Парк Рейнджерс» | Усього за «Квінз Парк Рейнджерс» | 51        | 10        |                    | 5                  | 1                  |                      | -                    | -                    |               | -             | -             | 56     | 11     |        |
| січ.-черв. 2017                  | «Уніон» (Берлін)                 | 2БЛ                              | 15        | 7         | КН                 | 0                  | 0                  | -                    | -                    | -                    | -             | -             | -             | 15     | 7      |        |
| 2017–18                          | «Уніон» (Берлін)                 | 2БЛ                              | 24        | 12        | КН                 | 2                  | 0                  | -                    | -                    | -                    | -             | -             | -             | 26     | 12     |        |
| 2018–19                          | «Уніон» (Берлін)                 | 2БЛ                              | 20        | 9         | КН                 | 1                  | 2                  | -                    | -                    | -                    | -             | -             | -             | 21     | 11     |        |
| 2019–20                          | «Уніон» (Берлін)                 | БЛ                               | 13        | 2         | КН                 | 0                  | 0                  | -                    | -                    | -                    | -             | -             | -             | 13     | 2      |        |
| Усього за «Уніон» (Берлін)       | Усього за «Уніон» (Берлін)       | Усього за «Уніон» (Берлін)       | 101       | 44        |                    | 3                  | 2                  |                      | -                    | -                    |               | -             | -             | 104    | 46     |        |
| 2020–21                          | «Фортуна» (Сіттард)              | ЕД                               | 32        | 9         | КН                 | 2                  | 1                  |                      | -                    | -                    |               | -             | -             | 34     | 10     |        |
| Усього за кар'єру                | Усього за кар'єру                | Усього за кар'єру                | 312       | 93        |                    | 13                 | 5                  |                      | -                    | -                    |               | -             | -             | 325    | 98     |        |